# Fayçal Karoui (saxophoniste)
Pour les articles homonymes, voir Fayçal Karoui et Karoui.
Fayçal Karoui, né le 25 septembre 1959 à Tunis et décédé le 19 mars 2010, est un saxophoniste et compositeur tunisien.

## Biographie

### Formation
Évoluant en tant que trompettiste dans la fanfare de son père, qui se produit durant les fêtes de circoncision, il adopte à l'âge de 9 ans le saxophone. Il apprend progressivement les modes tunisiens et orientaux avec l'aide de musiciens chevronnés, ce qui l'aide à maîtriser son instrument. Cette formation lui permet de remporter les premiers prix de plusieurs concours nationaux.
Le maestro Mohamed Garfi fait alors appel à lui et l'intègre au sein de l'orchestre de la ville de Tunis en tant que saxophoniste soliste.

### Compositions et prestations
Il compose pour divers metteurs en scène tunisiens : Mohsen Lahouar pour Clara (1984), Moncef Souissi pour Ya tharouaten fi khayali (1985), Ibrahim Sassi pour L'Opéra de quat'sous (1986), Lassaâd Ben Abdallah pour Nwakez (1990), Abdelmajid Lakhal pour Le quatrième monde (1991), Béchir Drissi pour l'opérette Taht Essour (Festival international de Carthage 1992) ou encore Abdelaziz Meherzi pour Frid z'mènou (2004). En 2004, il signe la musique de Pépin, un court métrage de Slah Essghiri.
Après avoir créé l'Orchestre Ibn Rachiq de la musique descriptive en 1979 puis l'Orchestre Ibn Rachiq de musique arabe en 1980, il fait l'ouverture du premier Festival de la chanson tunisienne, du Festival de la médina de Tunis en 1981 et du Festival international de Boukornine en 1983, à l'occasion duquel il compose un hymne dédié au Maghreb sur des paroles de Moufdi Zakaria. 
Il se produit également pour le spectacle Leita Hindan au Théâtre municipal de Tunis en 1987, pour le spectacle Sheherazad ou pour l'opérette Salah Khémissi au Festival international de Carthage en 2002. En 1998, il fait l'ouverture du Festival international de Carthage dans l'opérette Safa de Samir Agrebi puis, en 2002, signe la clôture des Journées cinématographiques de Carthage au saxophone. Il fait également l'ouverture du Festival international de Carthage en 2008, dans le spectacle Lamma ou zahou de Béchir Drissi.
Il se spécialise également dans la composition pour enfants ; il crée la chorale du Centre national des arts de la marionnette en 1987 et compose en 1988 une trentaine de chansons pour la chorale El Bouhaira, pour lesquels il rafle trois prix. Durant quatre années consécutives, le ministère de l'Environnement tunisien lui commande des chansons se rapportant au thème de l'environnement ; elles sont présentées lors de l'inauguration de divers parcs nationaux.
À l'échelle internationale, sa musique est retenue par une commission française pour accompagner un grand défilé de mode de Fatma Ben Abdallah, lors du passage au IIIe millénaire. En 2001, sa chanson Salam Salam est choisie dans le cadre du festival Zecchino d'Oro comme la première chanson arabe ; elle y est interprétée par Ahmed Mrad, un jeune choriste de la chorale du Conservatoire Kaddour Srarfi de musique et de danse que dirige son épouse Amina Srarfi.

## Couple
À partir de 1997, il travaille avec sa femme Amina Srarfi. Cette même année, il compose une chanson patriotique pour l'ouverture du méga-spectacle Femmes en Méditerranée, placé sous la direction de celle-ci. 
En 2005, il fait l'ouverture du Sommet mondial sur la société de l'information, dans un duo saxophone-violon avec elle. Il signe également Zorkand, le troisième album de l'orchestre El Azifet placé sous la direction de sa femme.